# Nakhon Si Thammarat Provincial Administrative Organization Stadium
Das Nakhon Si Thammarat Provincial Administrative Organization Stadium, auch Nakhon Si Thammarat Province Stadium oder Nakhon Si Thammarat PAO Stadium, genannt, ist ein Mehrzweckstadion in Nakhon Si Thammarat in der Provinz Nakhon Si Thammarat, Thailand. Es wird hauptsächlich für Fußballspiele genutzt und ist das Heimstadion vom thailändischen Zweitligisten Nakhon Si United FC. Das Stadion hat eine Kapazität von 5000 Personen. Eigentümer und Betreiber ist die Provinzverwaltung von Nakhon Si Thammarat.

## Nutzer des Stadions
| Verein              | Zeitraum der Nutzung |
| ------------------- | -------------------- |
| Nakhon Si United FC | 2017                 |
| Nakhon Si United FC | 2019                 |